# بیماری‌زا (فیلم)
«بیماری‌زا» (انگلیسی: Pathogen (film)) فیلمی در ژانر ترسناک است که در سال ۲۰۰۶ منتشر شد.